# Morti il 28 gennaio
| Questa pagina contiene informazioni ricavate automaticamente dalle voci biografiche con l'ausilio del template Bio e di un bot. L'aggiornamento è periodico e automatico e ricostruisce completamente la pagina. Se manca una persona in questa lista, sei pregato di non aggiungerla, ma accertati piuttosto che la sua voce biografica contenga il template Bio e che i dati anagrafici siano correttamente compilati. Se il template Bio manca, inseriscilo tu stesso o, in alternativa, metti l'avviso {{tmp\|Bio}} che ne segnala la mancanza. Se i dati riportati sono sbagliati, correggi direttamente la voce biografica; le modifiche saranno visibili in questa lista entro pochi giorni. Per chiarimenti vedi il progetto biografie. La lista contiene solo le 596 persone che sono citate nell'enciclopedia e per le quali è stato implementato correttamente il template Bio. Pagina aggiornata al 17 ago 2025. |

## IV secolo(1)
- 304 - Emiliano di Trevi, vescovo e santo romano

## VII secolo(1)
- 687 - Teodoro I di Costantinopoli, arcivescovo bizantino

## IX secolo(2)
- 814 - Carlo Magno, sovrano franco (n. 742)
- 881 - Oddone di Beauvais, vescovo franco

## X secolo(1)
- 992 - Jawhar al-Siqilli, generale arabo (n. 911)

## XI secolo(2)
- 1061 - Spytihněv II di Boemia, sovrano boemo (n. 1031)
- 1069 - Robert de Comines, nobile anglosassone

## XII secolo(1)
- 1153 - Pelagio da Oviedo, vescovo cattolico e storico spagnolo

## XIII secolo(9)
- 1208 - Giuliano di Cuenca, vescovo cattolico e santo spagnolo (n. 1128)
- 1224 - Bartolomeo Aiutamicristo da Pisa, religioso italiano
- 1227 - Enrico Borwin I di Meclemburgo, sovrano tedesco
- 1232 - Pierre de Montaigu, cavaliere medievale francese
- 1245 - Giovanni Colonna, cardinale italiano
- 1256 - Guglielmo II d'Olanda, sovrano (n. 1227)
- 1271 - Isabella d'Aragona, principessa (n. 1247)
- 1284 - Alessandro di Scozia, nobile scozzese (n. 1264)
- 1290 - Dervorguilla di Galloway, nobile scozzese

## XIV secolo(1)
- 1330 - Ramberto Malatesta, condottiero italiano

## XV secolo(1)
- 1497 - William Scheves, arcivescovo cattolico, funzionario e diplomatico scozzese

## XVI secolo(18)
- 1505 - Giovanni Garzoni, medico, storico e umanista italiano (n. 1419)
- 1526 - Elisabetta Gonzaga, mecenate italiana (n. 1471)
- 1528 - Filippo di Kleve-Ravenstein, nobile e militare francese (n. 1459)
- 1529 - Pirro Gonzaga, cardinale italiano (n. 1505)
- 1538 - Marino Ascanio Caracciolo, cardinale e vescovo cattolico italiano (n. 1468)
- 1547 - Enrico VIII d'Inghilterra, re inglese (n. 1491)
- 1549 - Elia Levita, poeta e grammatico tedesco (n. 1469)
- 1550 - Magnus III di Meclemburgo, principe (n. 1509)
- 1558 - Jakob Micyllus, umanista tedesco (n. 1503)
- 1565 - Federico Cesi, cardinale e vescovo cattolico italiano (n. 1500)
- 1569 - Gianantonio Capizucchi, cardinale e vescovo cattolico italiano (n. 1515)
- 1571 - Anne Bourchier, nobile britannica (n. 1517)
- 1585 - Vicino Orsini, nobile e militare italiano (n. 1523)
- 1587 - Giovanni Girolamo Manieri, vescovo cattolico italiano
- 1595 - Maddalena Campiglia, poetessa italiana (n. 1553)
- 1596 - Francis Drake, corsaro, navigatore e politico inglese
- 1598 - Diomede Borghesi, letterato italiano (n. 1540)
- 1599 - Scipione Lentolo, pastore protestante e teologo italiano (n. 1525)

## XVII secolo(20)
- 1601 - Annibale Rucellai, vescovo cattolico italiano (n. 1529)
- 1612 - Silvestro Aldobrandini, cardinale italiano (n. 1587)
- 1614 - Francesco Mantica, cardinale e giurista italiano (n. 1534)
- 1617 - Carlo II di Münsterberg-Oels, nobile boemo (n. 1545)
- 1620 - Eleonora d'Asburgo, nobile austriaca (n. 1582)
- 1621 - Papa Paolo V, papa, vescovo cattolico e cardinale italiano (n. 1552)
- 1623 - Annibale Chieppio, nobile e politico italiano (n. 1563)
- 1623 - Cesare Trombetta, presbitero italiano (n. 1571)
- 1625 - Jacob Gretser, drammaturgo, teologo e storico tedesco (n. 1562)
- 1625 - Çerkes Mehmed Ali Pascià, politico ottomano (n. 1557)
- 1628 - Dawar Bakhsh, principe indiano (n. 1607)
- 1629 - Giacomo Cavalieri, cardinale italiano (n. 1565)
- 1647 - Salvatore Vitale, religioso italiano (n. 1575)
- 1672 - Pierre Séguier, politico e magistrato francese (n. 1588)
- 1678 - Izzunnissa Begum, nobildonna indiana
- 1681 - Camilla Lauteri, pittrice italiana
- 1683 - Julien Maunoir, gesuita francese (n. 1606)
- 1687 - Johannes Hevelius, astronomo polacco (n. 1611)
- 1688 - Ferdinand Verbiest, gesuita, missionario e astronomo fiammingo (n. 1623)
- 1695 - Ferdinando Cavriani, militare italiano (n. 1625)

## XVIII secolo(23)
- 1705 - Lev Kirillovič Naryškin, politico russo (n. 1664)
- 1712 - Ferdinando Moncada Gaetani, nobile e politico italiano (n. 1646)
- 1713 - Bartolomeo Dotti, poeta italiano (n. 1651)
- 1714 - Philip Stanhope, II conte di Chesterfield, nobile inglese (n. 1634)
- 1723 - James Stuart, II conte di Bute, nobile scozzese (n. 1696)
- 1731 - Antonio I Boncompagni, nobile italiano (n. 1658)
- 1731 - Giuseppe Maria Caranza, diplomatico italiano (n. 1675)
- 1746 - Pietro De Martino, matematico e astronomo italiano (n. 1707)
- 1748 - Pierre Dulin, pittore francese (n. 1669)
- 1753 - Siard Nosecký, pittore e religioso boemo (n. 1693)
- 1754 - Ludvig Holberg, scrittore, filosofo e drammaturgo norvegese (n. 1684)
- 1761 - Francesco Feo, compositore italiano (n. 1691)
- 1774 - Antonio Galli da Bibbiena, scenografo e architetto italiano (n. 1697)
- 1776 - William Bouverie, I conte di Radnor, politico inglese (n. 1725)
- 1778 - Ferdinando Bonaventura von Harrach, generale e politico austriaco (n. 1708)
- 1782 - Jean-Baptiste Bourguignon d'Anville, geografo e cartografo francese (n. 1697)
- 1787 - Giulio Cesare Colonna di Sciarra, V principe di Carbognano, principe italiano (n. 1705)
- 1788 - Adriano Cristofali, architetto e ingegnere italiano (n. 1718)
- 1793 - Giuseppe Lascaris di Ventimiglia, politico italiano (n. 1729)
- 1794 - Johann Gottlob Immanuel Breitkopf, tipografo e editore musicale tedesco (n. 1719)
- 1794 - Henri de La Rochejaquelein, generale francese (n. 1772)
- 1798 - Christian Gottlob Neefe, compositore e direttore d'orchestra tedesco (n. 1748)
- 1798 - Zanobi del Rosso, architetto italiano (n. 1724)

## XIX secolo(75)
- 1805 - Mihály Csokonai Vitéz, poeta ungherese (n. 1773)
- 1811 - Jean-Arnaud Raymond, architetto francese (n. 1742)
- 1813 - Sophie d'Houdetot, nobildonna francese (n. 1730)
- 1814 - Pierre Lacour, pittore francese (n. 1745)
- 1814 - Antonio Giuseppe Testa, medico italiano (n. 1756)
- 1816 - Wichard Joachim Heinrich von Möllendorf, generale prussiano (n. 1724)
- 1817 - Friedrich Ludwig Æmilius Kunzen, compositore e direttore d'orchestra tedesco (n. 1761)
- 1818 - Gaspare Felice Rignon, banchiere italiano (n. 1770)
- 1829 - Albrecht Ludwig Berblinger, inventore e pioniere dell'aviazione tedesco (n. 1770)
- 1829 - Burke e Hare, serial killer britannico (n. 1792)
- 1829 - Thomas Tredgold, ingegnere e scrittore britannico (n. 1788)
- 1830 - Silvestro Miccù, arcivescovo cattolico italiano (n. 1746)
- 1830 - James O'Donnell, architetto statunitense (n. 1774)
- 1832 - Augustin Daniel Belliard, generale francese (n. 1769)
- 1838 - George Calvert, politico statunitense (n. 1768)
- 1838 - Giovanni Portelli, vescovo cattolico italiano (n. 1768)
- 1839 - William Beechey, pittore inglese (n. 1753)
- 1841 - Niccolò Cacciatore, astronomo italiano (n. 1770)
- 1844 - Johannes van den Bosch, militare, politico e nobile olandese (n. 1780)
- 1845 - Elizaveta Michajlovna Romanova, nobile russa (n. 1826)
- 1847 - Pierre Amédée Jaubert, diplomatico francese (n. 1779)
- 1849 - Marc-Étienne de Beauvau-Craon, nobile e politico francese (n. 1773)
- 1850 - Giovanni Battista Cavallera, politico italiano (n. 1805)
- 1851 - Bajirao II, politico indiano (n. 1775)
- 1851 - Alessandro Pellizzaroli-Vecellio, politico e diplomatico italiano (n. 1764)
- 1852 - Carlo Pisani Dossi, rivoluzionario, militare e nobile italiano (n. 1780)
- 1854 - Jérôme-Adolphe Blanqui, economista francese (n. 1798)
- 1856 - Helmina von Chézy, scrittrice, librettista e giornalista tedesca (n. 1783)
- 1859 - Carl Adolph Agardh, botanico, politico e vescovo luterano svedese (n. 1785)
- 1859 - Frederick John Robinson, politico britannico (n. 1782)
- 1861 - Henri Murger, poeta e scrittore francese (n. 1822)
- 1863 - Lubize, drammaturgo e librettista francese (n. 1798)
- 1864 - Émile Clapeyron, ingegnere e fisico francese (n. 1799)
- 1865 - Felice Romani, librettista, poeta e critico musicale italiano (n. 1788)
- 1868 - Adalbert Stifter, scrittore, pittore e pedagogo austriaco (n. 1805)
- 1870 - Leopoldo II di Toscana, sovrano italiano (n. 1797)
- 1871 - Carlo Ferrari, pittore italiano (n. 1813)
- 1871 - Édouard Lartet, paleontologo, geologo e antropologo francese (n. 1801)
- 1872 - Emma Edgcumbe, nobildonna inglese (n. 1791)
- 1874 - Ludwig Karl Wilhelm von Gablenz, militare e politico austriaco (n. 1814)
- 1876 - Giuseppe Cotta Ramusino, politico e funzionario italiano (n. 1826)
- 1876 - Ferenc Deák, politico ungherese (n. 1803)
- 1878 - Cincinnato Baruzzi, scultore italiano (n. 1796)
- 1878 - Jacopo Cabianca, poeta e romanziere italiano (n. 1809)
- 1879 - Antonio Benedetto Antonucci, cardinale e arcivescovo cattolico italiano (n. 1798)
- 1879 - Giuseppe Moricci, pittore e disegnatore italiano (n. 1806)
- 1881 - Luigi Filippi, arcivescovo cattolico italiano (n. 1810)
- 1881 - Demetrio Leonardi, farmacista, chimico e geologo italiano (n. 1796)
- 1882 - Félix Billet, fisico francese (n. 1808)
- 1882 - Niklas Westring, zoologo e aracnologo svedese (n. 1797)
- 1883 - Enrico Sarria, compositore italiano (n. 1836)
- 1884 - Auguste Dumont, scultore francese (n. 1801)
- 1884 - Ernst Friedrich Wilhelm Klinkerfues, astronomo tedesco (n. 1827)
- 1884 - Alexandre-Louis Leloir, pittore francese (n. 1843)
- 1886 - Carlo Bellerio, patriota italiano (n. 1800)
- 1889 - Domenico Jannetti, architetto e ingegnere italiano (n. 1815)
- 1889 - Đồng Khánh, imperatore vietnamita (n. 1864)
- 1890 - Prudence Crandall, insegnante e attivista statunitense (n. 1803)
- 1890 - Felice Pinna, poliziotto italiano (n. 1819)
- 1891 - Giuseppe Rega, politico e avvocato italiano (n. 1825)
- 1894 - Pierre-Jules Cavelier, scultore francese (n. 1814)
- 1894 - Nicola III Esterházy, nobile ungherese (n. 1817)
- 1894 - August Hirsch, medico tedesco (n. 1817)
- 1895 - François Certain de Canrobert, generale e senatore francese (n. 1809)
- 1895 - Alessandro Revera, pittore italiano (n. 1813)
- 1896 - Joseph Barnby, compositore e direttore d'orchestra inglese (n. 1838)
- 1896 - Giuseppe Fiorelli, archeologo e numismatico italiano (n. 1823)
- 1896 - Johannes Müller Argoviensis, botanico svizzero (n. 1828)
- 1897 - Clemente Rospigliosi, nobile italiano (n. 1823)
- 1897 - Eugène Sevaistre, fotografo francese (n. 1817)
- 1898 - Stephen Clark Foster, politico statunitense (n. 1820)
- 1898 - Alexandru Flechtenmacher, compositore, violinista e direttore d'orchestra rumeno (n. 1823)
- 1899 - Felicita Bevilacqua, nobildonna, patriota e filantropa italiana (n. 1822)
- 1900 - Hanns Bruno Geinitz, geologo e mineralogista tedesco (n. 1814)
- 1900 - Caroline Lenferna de Laresle, religiosa mauriziana (n. 1824)

## XX secolo(292)
- 1901 - Henri de Bornier, scrittore, drammaturgo e poeta francese (n. 1825)
- 1901 - Iosif Vladimirovič Gurko, generale e politico russo (n. 1828)
- 1902 - Carlo Gastini, tipografo e poeta italiano (n. 1833)
- 1902 - Nicolás Levalle, generale e politico italiano (n. 1840)
- 1903 - Augusta Holmès, compositrice irlandese (n. 1847)
- 1903 - Robert Planquette, compositore francese (n. 1848)
- 1904 - Karl Emil Franzos, scrittore e giornalista austriaco (n. 1848)
- 1904 - Jean-Léon Gérôme, pittore e scultore francese (n. 1824)
- 1906 - Carlo Stagno Cumbo d'Alcontres, nobile, militare e filatelista italiano (n. 1838)
- 1907 - Silverio Capparoni, pittore italiano (n. 1831)
- 1907 - Guglielmo Pucci, militare, ingegnere navale e politico italiano (n. 1824)
- 1908 - Josef Freinademetz, presbitero e missionario austriaco (n. 1852)
- 1908 - Ragnhild Jølsen, scrittrice norvegese (n. 1875)
- 1908 - Isacco Gioacchino Levi, pittore e scrittore italiano (n. 1818)
- 1908 - Sidney Paget, illustratore britannico (n. 1860)
- 1908 - Numa Preti, scacchista, scrittore e editore francese (n. 1841)
- 1908 - François-Marie-Benjamin Richard, cardinale e arcivescovo cattolico francese (n. 1819)
- 1910 - William Bell, fotografo statunitense (n. 1830)
- 1910 - Alfredo Capelli, matematico italiano (n. 1855)
- 1910 - William Franklin Draper, imprenditore, diplomatico e politico statunitense (n. 1842)
- 1910 - Daniele Marignoni, esperantista italiano (n. 1846)
- 1910 - Enrico Sertoli, fisiologo italiano (n. 1842)
- 1911 - Elizabeth Stuart Phelps Ward, scrittrice e attivista statunitense (n. 1844)
- 1912 - Eloy Alfaro, politico ecuadoriano (n. 1842)
- 1912 - Gustave de Molinari, economista belga (n. 1819)
- 1913 - Julius Heinrich Franz, astronomo tedesco (n. 1847)
- 1913 - Segismundo Moret, politico spagnolo (n. 1833)
- 1917 - Yikuang, nobile e politico cinese (n. 1838)
- 1918 - Giovanni Antonio Aprosio, militare italiano (n. 1874)
- 1918 - Julio Bavastro, calciatore e militare uruguaiano (n. 1894)
- 1918 - John McCrae, poeta, medico e militare canadese (n. 1872)
- 1918 - Michele Papandrea, politico e militare italiano (n. 1881)
- 1918 - Alberto Pascal, matematico italiano (n. 1894)
- 1918 - Egidio Rovelli, calciatore italiano (n. 1894)
- 1918 - Roberto Sarfatti, militare italiano (n. 1900)
- 1919 - Franz Mehring, politico e storico tedesco (n. 1846)
- 1919 - Dmitrij Konstantinovič Romanov, nobile russo (n. 1860)
- 1919 - Georgij Michajlovič Romanov, nobile russo (n. 1863)
- 1919 - Nikolaj Michajlovič Romanov, nobile russo (n. 1859)
- 1920 - Aristide Faccioli, ingegnere italiano (n. 1848)
- 1921 - Pavel von Benckendorff, militare tedesco (n. 1853)
- 1923 - Hilda Wynne, infermiera inglese (n. 1884)
- 1924 - Teófilo Braga, politico, filosofo e poeta portoghese (n. 1843)
- 1925 - Friedrich Siebenrock, zoologo austriaco (n. 1853)
- 1926 - Katō Takaaki, politico giapponese (n. 1860)
- 1926 - Kaufmann Kohler, rabbino e teologo tedesco (n. 1843)
- 1926 - Ernest Troubridge, ammiraglio britannico (n. 1862)
- 1928 - Vicente Blasco Ibáñez, scrittore, sceneggiatore e regista spagnolo (n. 1867)
- 1929 - Maritcha Remond Lyons, docente, oratrice e attivista statunitense (n. 1848)
- 1929 - Hans von Plessen, generale prussiano (n. 1841)
- 1930 - Emmy Destinn, soprano ceco (n. 1878)
- 1930 - Mosè Tovini, presbitero italiano (n. 1877)
- 1931 - Alfred Annan, golfista statunitense (n. 1874)
- 1931 - Henri Berthelot, generale francese (n. 1861)
- 1931 - Ernesto De Galleani, banchiere e calciatore italiano (n. 1879)
- 1932 - Feliciano Ama, rivoluzionario salvadoregno (n. 1881)
- 1932 - Poldowski, compositrice e pianista britannica (n. 1879)
- 1933 - George Saintsbury, scrittore, storico e critico letterario inglese (n. 1845)
- 1934 - Achille Lega, pittore italiano (n. 1899)
- 1935 - Michail Michajlovič Ippolitov-Ivanov, compositore russo (n. 1859)
- 1935 - Gustav von Escherich, matematico austriaco (n. 1849)
- 1937 - George Buckland, giocatore di lacrosse britannico (n. 1883)
- 1937 - Anastasios Metaxas, architetto e tiratore a segno greco (n. 1862)
- 1938 - Bernd Rosemeyer, pilota automobilistico tedesco (n. 1909)
- 1938 - Giacinto Sertorelli, sciatore alpino italiano (n. 1915)
- 1939 - William Butler Yeats, poeta, drammaturgo e scrittore irlandese (n. 1865)
- 1940 - Antonino Callari, avvocato e politico italiano (n. 1882)
- 1940 - Alessandro Lattes, giurista e storico italiano (n. 1858)
- 1940 - Mirsaid Sultan-Galiev, giornalista e rivoluzionario russo (n. 1892)
- 1941 - Luigi Olivetti, pittore e incisore italiano (n. 1856)
- 1941 - Filipe dos Santos, calciatore portoghese (n. 1896)
- 1942 - Kaarel Eenpalu, politico e giornalista estone (n. 1888)
- 1942 - Edward Siegler, ginnasta e multiplista statunitense (n. 1881)
- 1942 - Alfonso De Albentiis, ingegnere italiano (n. 1871)
- 1943 - Federico Colinelli, militare italiano (n. 1914)
- 1943 - Italo D'Eramo, militare italiano (n. 1906)
- 1943 - Luigi Manfredi, militare italiano (n. 1896)
- 1944 - Maartje Offers, contralto olandese (n. 1891)
- 1944 - Adelbert Schulz, generale e poliziotto tedesco (n. 1903)
- 1945 - Giuseppe Andreoli, generale italiano (n. 1892)
- 1945 - Francesco Antonio Arena, generale italiano (n. 1889)
- 1945 - Emanuele Balbo Bertone di Sambuy, generale italiano (n. 1886)
- 1945 - Luigi Capè, imprenditore italiano
- 1945 - Salvatore Corrias, militare e partigiano italiano (n. 1909)
- 1945 - Ugo Ferrero, generale italiano (n. 1892)
- 1945 - Roza Šanina, militare sovietica (n. 1924)
- 1945 - Carlo Spatocco, generale italiano (n. 1883)
- 1945 - Alberto Trionfi, generale italiano (n. 1892)
- 1945 - Alessandro Vaccaneo, generale italiano (n. 1883)
- 1946 - Gaston Cailleux, velista francese (n. 1870)
- 1946 - Luigi Crisconio, pittore italiano (n. 1893)
- 1947 - Morris Raphael Cohen, filosofo e insegnante statunitense (n. 1880)
- 1947 - Reynaldo Hahn, compositore, pianista e direttore d'orchestra venezuelano (n. 1874)
- 1947 - Helena Gleichen, pittrice inglese (n. 1873)
- 1947 - Achille Nucci, magistrato e politico italiano (n. 1871)
- 1948 - August Bogusch, militare tedesco (n. 1890)
- 1948 - Therese Brandl, militare tedesca (n. 1902)
- 1948 - Maximilian Grabner, poliziotto e criminale di guerra austriaco (n. 1905)
- 1949 - Aleksandr Konovalov, politico e imprenditore russo (n. 1885)
- 1949 - Jean-Pierre Wimille, pilota automobilistico e agente segreto francese (n. 1908)
- 1950 - Sandro Baganzani, poeta, giornalista e insegnante italiano (n. 1889)
- 1950 - Rockliffe Fellowes, attore canadese (n. 1884)
- 1950 - Aimé Fritz, pistard statunitense (n. 1884)
- 1950 - Nikolaj Nikolaevič Luzin, matematico russo (n. 1883)
- 1950 - Werner Mummert, generale tedesco (n. 1897)
- 1950 - Yosef Yitzchok Schneersohn, filosofo, mistico e rabbino russo (n. 1880)
- 1950 - John Taintor Foote, scrittore, commediografo e sceneggiatore statunitense (n. 1881)
- 1951 - Carlo Cocchi, calciatore italiano (n. 1889)
- 1951 - Dominic Salvatore Gentile, militare e aviatore statunitense (n. 1920)
- 1952 - Olimpia Bida, religiosa ucraina (n. 1903)
- 1952 - Thomas Hicks, maratoneta statunitense (n. 1876)
- 1952 - Sergej Trufanov, religioso russo (n. 1880)
- 1953 - Neyzen Tevfik, poeta e musicista turco (n. 1879)
- 1953 - James Scullin, politico australiano (n. 1876)
- 1953 - Konrad von Wangenheim, cavaliere tedesco (n. 1909)
- 1953 - Theophil Wurm, vescovo luterano tedesco (n. 1868)
- 1954 - Alfredo Bartoli, latinista e traduttore italiano (n. 1872)
- 1954 - William R. Cosentini, ingegnere e imprenditore statunitense (n. 1911)
- 1954 - Ernest Esclangon, matematico e astronomo francese (n. 1876)
- 1954 - Margherita Nugent, scrittrice, critica d'arte e collezionista d'arte italiana (n. 1891)
- 1955 - Friedrich Hochbaum, generale tedesco (n. 1894)
- 1956 - Joseph V. McKee, politico e insegnante statunitense (n. 1889)
- 1958 - Arnaldo Dello Sbarba, politico e avvocato italiano (n. 1873)
- 1958 - John Mitchell Nuttall, fisico britannico (n. 1890)
- 1959 - Jean Hans, ciclista su strada francese (n. 1900)
- 1959 - Johannes Kleiman, olandese (n. 1895)
- 1959 - Giuseppe Zelocchi, arbitro di calcio italiano (n. 1899)
- 1960 - Arthur Hartley, ingegnere britannico (n. 1889)
- 1960 - Zora Neale Hurston, scrittrice e antropologa statunitense (n. 1891)
- 1960 - Arthur Power, ammiraglio britannico (n. 1889)
- 1961 - Ingvald Eriksen, ginnasta danese (n. 1884)
- 1961 - Seiu Ito, pittore giapponese (n. 1882)
- 1961 - Heinrich Racker, psicoanalista, psicologo e musicologo polacco (n. 1910)
- 1961 - Michele Renzulli, storico della letteratura e saggista italiano (n. 1890)
- 1961 - Patricia Wentworth, scrittrice britannica (n. 1878)
- 1962 - Ettore Gabrici, archeologo e numismatico italiano (n. 1868)
- 1962 - Ettore Montanaro, musicista, compositore e direttore d'orchestra italiano (n. 1888)
- 1962 - Karel Podgornik, politico e antifascista italiano (n. 1878)
- 1963 - Gustave Garrigou, ciclista su strada francese (n. 1884)
- 1963 - Jean-Felix Piccard, chimico, ingegnere e esploratore svizzero (n. 1884)
- 1964 - Milburn Morante, attore e regista statunitense (n. 1887)
- 1965 - Taymur dell'Oman, sovrano omanita (n. 1886)
- 1965 - Maxime Weygand, generale francese (n. 1867)
- 1966 - Bruno Bianchi, nuotatore italiano (n. 1943)
- 1966 - Amedeo Chimisso, nuotatore italiano (n. 1946)
- 1966 - Paolo Costoli, nuotatore e pallanuotista italiano (n. 1910)
- 1966 - Sergio De Gregorio, nuotatore italiano (n. 1946)
- 1966 - Ed Hickox, cestista, giocatore di football americano e allenatore di pallacanestro statunitense (n. 1878)
- 1966 - Carmen Longo, nuotatrice italiana (n. 1947)
- 1966 - Luciana Massenzi, nuotatrice italiana (n. 1945)
- 1966 - Dino Rora, nuotatore italiano (n. 1945)
- 1966 - Daniela Samuele, nuotatrice italiana (n. 1948)
- 1966 - Nico Sapio, giornalista e telecronista sportivo italiano (n. 1929)
- 1966 - Ada Tschechowa, attrice teatrale e imprenditrice tedesca (n. 1916)
- 1967 - Hugh Edward Blair, artista e linguista statunitense (n. 1909)
- 1967 - George Nicol, velocista britannico (n. 1886)
- 1968 - Adolf Fleischmann, pittore tedesco (n. 1892)
- 1968 - Otto Reislant, calciatore tedesco (n. 1883)
- 1968 - Erminio Sipari, naturalista, ambientalista e politico italiano (n. 1879)
- 1968 - Carlotta Zambelli, ballerina italiana (n. 1875)
- 1969 - Giovanni Magli, generale e politico italiano (n. 1884)
- 1970 - Werner Caskel, arabista e storico tedesco (n. 1896)
- 1970 - Wilhelm Raapke, generale tedesco (n. 1896)
- 1971 - Giulio Cacciandra, cavaliere italiano (n. 1884)
- 1971 - Robert De Grasse, direttore della fotografia statunitense (n. 1900)
- 1971 - Chuck Garland, tennista statunitense (n. 1898)
- 1971 - Primo Meozzi, hockeista su prato italiano (n. 1928)
- 1971 - Georges Van Parys, compositore francese (n. 1902)
- 1971 - Václav Pilát, calciatore cecoslovacco (n. 1888)
- 1971 - Donald Winnicott, pediatra e psicoanalista britannico (n. 1896)
- 1972 - Dino Buzzati, scrittore, giornalista e pittore italiano (n. 1906)
- 1972 - Aleksej Nikančikov, schermidore sovietico (n. 1940)
- 1972 - Boris Zajcev, poeta russo (n. 1881)
- 1972 - Carolina Matilde di Schleswig-Holstein-Sonderburg-Glücksburg, principessa tedesca (n. 1894)
- 1973 - John Banner, attore statunitense (n. 1910)
- 1973 - Vladimir Belokurov, attore sovietico (n. 1904)
- 1973 - Tommy Johnson, allenatore di calcio e calciatore inglese (n. 1901)
- 1973 - Mario Zorzan, calciatore italiano (n. 1912)
- 1974 - Giuseppe Moro, calciatore e allenatore di calcio italiano (n. 1921)
- 1975 - Philip Brocklehurst, militare, geologo e esploratore britannico (n. 1887)
- 1975 - Riccardo Formica, antifascista italiano (n. 1896)
- 1975 - Antonín Novotný, politico ceco (n. 1904)
- 1975 - Maisie Ward, scrittrice e editrice inglese (n. 1889)
- 1976 - Marcel Broodthaers, performance artist e poeta belga (n. 1924)
- 1976 - Enzo Morelli, pittore e illustratore italiano (n. 1896)
- 1976 - Ray Nance, trombettista, violinista e cantante statunitense (n. 1912)
- 1976 - Oiva Tuominen, militare e aviatore finlandese (n. 1908)
- 1977 - Marziano Barbieri, calciatore italiano (n. 1901)
- 1977 - Burt Mustin, attore statunitense (n. 1884)
- 1977 - Pasquale Pasquini, biologo e zoologo italiano (n. 1901)
- 1977 - Benito Quinquela Martín, pittore argentino (n. 1890)
- 1978 - Mario De Negri, velocista e ostacolista italiano (n. 1901)
- 1978 - Antero González, calciatore spagnolo (n. 1901)
- 1978 - Arnold Hauser, storico dell'arte ungherese (n. 1892)
- 1978 - Greta Johansson, tuffatrice e nuotatrice svedese (n. 1895)
- 1978 - Jerzy Kuryłowicz, linguista polacco (n. 1895)
- 1978 - Piero Postini, lottatore italiano (n. 1904)
- 1978 - Archie Robertson, calciatore scozzese (n. 1929)
- 1980 - Franco Evangelisti, compositore italiano (n. 1926)
- 1980 - Erle C. Kenton, regista cinematografico statunitense (n. 1896)
- 1980 - Ciril Kosmač, scrittore e poeta sloveno (n. 1910)
- 1980 - Antoine Rebetez, ginnasta svizzero (n. 1897)
- 1981 - Mario Asnago, architetto e pittore italiano (n. 1896)
- 1981 - Alphonse Gemuseus, cavaliere svizzero (n. 1898)
- 1981 - Agostino Lazzari, tenore italiano (n. 1919)
- 1981 - Angelo Magliano, giornalista e scrittore italiano (n. 1919)
- 1982 - Elisabeth Chaplin, pittrice francese (n. 1890)
- 1982 - Malcolm Moos, docente statunitense (n. 1916)
- 1983 - Sweet Emma Barrett, cantante statunitense (n. 1897)
- 1983 - Frank Forde, politico australiano (n. 1890)
- 1983 - Billy Fury, cantante britannico (n. 1940)
- 1983 - Aryeh Kaplan, teologo e rabbino statunitense (n. 1934)
- 1983 - Edward Lawry Norton, ingegnere statunitense (n. 1898)
- 1983 - Claude Papi, calciatore francese (n. 1949)
- 1983 - Jean-Édouard-Lucien Rupp, arcivescovo cattolico francese (n. 1905)
- 1984 - Hervey Cleckley, psichiatra statunitense (n. 1903)
- 1984 - Al Dexter, cantante statunitense (n. 1905)
- 1984 - Sohrab Modi, attore, regista e produttore cinematografico indiano (n. 1897)
- 1985 - Alfredo Foni, calciatore e allenatore di calcio italiano (n. 1911)
- 1985 - Carlo Pellegrini, critico letterario e filologo italiano (n. 1889)
- 1985 - Bernard Pierre Wolff, fotografo francese (n. 1930)
- 1986 - Gregory Jarvis, astronauta statunitense (n. 1944)
- 1986 - Christa McAuliffe, insegnante statunitense (n. 1948)
- 1986 - Ronald McNair, astronauta statunitense (n. 1950)
- 1986 - Ellison Onizuka, astronauta statunitense (n. 1946)
- 1986 - Judith Resnik, astronauta statunitense (n. 1949)
- 1986 - Dick Scobee, astronauta statunitense (n. 1939)
- 1986 - Michael John Smith, astronauta statunitense (n. 1945)
- 1987 - Galo Plaza, politico ecuadoriano (n. 1906)
- 1987 - Conrado Portas, calciatore spagnolo (n. 1901)
- 1988 - Klaus Fuchs, fisico tedesco (n. 1911)
- 1989 - Halina Konopacka, discobola polacca (n. 1900)
- 1989 - László Papp, lottatore ungherese (n. 1905)
- 1989 - Olli Puhakka, militare e aviatore finlandese (n. 1916)
- 1989 - Luigi Rovati, pugile italiano (n. 1904)
- 1989 - Lobsang Trinley Lhündrub Chökyi Gyaltsen, monaco buddhista tibetano (n. 1938)
- 1989 - Salvatore Vinci, militare italiano (n. 1952)
- 1989 - Yoshimaro Yamashina, ornitologo giapponese (n. 1900)
- 1990 - Tibor Florián, scacchista e compositore di scacchi ungherese (n. 1919)
- 1990 - Jan Lambrichs, ciclista su strada olandese (n. 1915)
- 1990 - Edward Szymkowiak, calciatore polacco (n. 1932)
- 1990 - Massimo Teglio, aviatore italiano (n. 1900)
- 1991 - Efrem Casagrande, pianista, compositore e direttore di coro italiano (n. 1924)
- 1991 - Pietro Corsini, generale italiano (n. 1917)
- 1991 - Red Grange, giocatore di football americano statunitense (n. 1903)
- 1991 - Nikola Radović, calciatore jugoslavo (n. 1933)
- 1992 - Oscar De Mejo, compositore italiano (n. 1911)
- 1992 - Clark Tippet, danzatore e coreografo statunitense (n. 1954)
- 1992 - Mehmet Ali Yalım, cestista turco (n. 1929)
- 1993 - André the Giant, wrestler e attore francese (n. 1946)
- 1993 - Giacinto Grassi, letterato e poeta italiano (n. 1918)
- 1993 - Helen Sawyer Hogg, astronoma canadese (n. 1905)
- 1993 - Anatolij Parfënov, lottatore sovietico (n. 1925)
- 1994 - Georges Chehata Anawati, orientalista, filosofo e storico delle religioni egiziano (n. 1905)
- 1994 - Dario D'Angelo, giornalista italiano (n. 1947)
- 1994 - Marco Luchetta, giornalista italiano (n. 1952)
- 1994 - Alessandro Saša Ota, giornalista e fotografo italiano (n. 1957)
- 1994 - Hal Smith, attore e doppiatore statunitense (n. 1916)
- 1994 - Jack Eric Williams, attore, compositore e paroliere statunitense (n. 1944)
- 1995 - Aldo Gordini, pilota automobilistico francese (n. 1921)
- 1995 - James Grant, funzionario statunitense (n. 1912)
- 1995 - Cesare Peruzzi, pittore italiano (n. 1894)
- 1995 - Branka Prelević, cestista jugoslava
- 1995 - Ferruccio Tagliavini, tenore e attore italiano (n. 1913)
- 1995 - Dick Taylor, allenatore di calcio e calciatore inglese (n. 1918)
- 1995 - Claudio Vacca, calciatore e allenatore di calcio argentino (n. 1915)
- 1995 - Cyriel Van Overberghe, ciclista su strada belga (n. 1912)
- 1996 - Iosif Aleksandrovič Brodskij, poeta, saggista e drammaturgo sovietico (n. 1940)
- 1996 - Giuseppe Di Prisco, calciatore e politico italiano (n. 1917)
- 1996 - Burne Hogarth, fumettista statunitense (n. 1911)
- 1996 - Piero Palermini, attore italiano (n. 1925)
- 1996 - Jerry Siegel, fumettista statunitense (n. 1914)
- 1996 - Geo Widengren, storico delle religioni, orientalista e iranista svedese (n. 1907)
- 1997 - Anna Galmarini, pattinatrice artistica su ghiaccio italiana (n. 1942)
- 1997 - Alfred Gell, antropologo britannico (n. 1945)
- 1997 - Ginevra Corinaldesi, medica italiana (n. 1904)
- 1997 - Mikel Koliqi, cardinale albanese (n. 1902)
- 1997 - Louis Pauwels, giornalista e scrittore francese (n. 1920)
- 1997 - Wong Shun-leung, artista marziale cinese (n. 1935)
- 1998 - Louis Chaillot, pistard francese (n. 1914)
- 1998 - Joe Holup, cestista e allenatore di pallacanestro statunitense (n. 1934)
- 1998 - Shōtarō Ishinomori, fumettista giapponese (n. 1938)
- 1998 - Mario Attilio Levi, storico e archeologo italiano (n. 1902)
- 1999 - Josef Doležal, marciatore cecoslovacco (n. 1920)
- 1999 - Giuseppe Lamacchia, politico italiano (n. 1912)
- 1999 - Roger-Jean Le Nizerhy, pistard francese (n. 1916)
- 1999 - Torgny T:son Segerstedt, filosofo e sociologo svedese (n. 1908)
- 1999 - František Vláčil, regista e sceneggiatore ceco (n. 1924)
- 2000 - Antonio Alberti, politico italiano (n. 1929)
- 2000 - Aldo Bonaccini, sindacalista e politico italiano (n. 1920)
- 2000 - Sarah Caudwell, scrittrice britannica (n. 1939)
- 2000 - Ron Feiereisel, cestista, allenatore di pallacanestro e arbitro di pallacanestro statunitense (n. 1931)

## XXI secolo(149)
- 2001 - Fritz Diederichs, ciclista su strada tedesco (n. 1912)
- 2001 - Stephen Malcolm, calciatore giamaicano (n. 1970)
- 2002 - Gustaaf Deloor, ciclista su strada belga (n. 1913)
- 2002 - Giovanni Dolino, partigiano, politico e scrittore italiano (n. 1923)
- 2002 - Umberto Improta, funzionario e prefetto italiano (n. 1932)
- 2002 - Hennie Keetelaar, pallanuotista olandese (n. 1927)
- 2002 - Astrid Lindgren, scrittrice svedese (n. 1907)
- 2002 - Venturino Venturi, scultore e pittore italiano (n. 1918)
- 2002 - Jack Witikka, regista e sceneggiatore finlandese (n. 1916)
- 2003 - Jolanda Gardino, mezzosoprano italiano (n. 1919)
- 2003 - Miloš Milutinović, calciatore e allenatore di calcio jugoslavo (n. 1933)
- 2003 - Emília Rotter, pattinatrice artistica su ghiaccio ungherese (n. 1906)
- 2004 - Alex Eke, cestista britannico (n. 1912)
- 2004 - Elroy Hirsch, giocatore di football americano statunitense (n. 1923)
- 2004 - André Van Lysebeth, belga (n. 1919)
- 2004 - Attilio Mangini, pittore e ceramista italiano (n. 1912)
- 2004 - Esther Réthy, soprano ungherese (n. 1912)
- 2004 - Joe Viterelli, attore statunitense (n. 1937)
- 2005 - Daniel Branca, fumettista argentino (n. 1951)
- 2005 - Jim Capaldi, cantante e batterista britannico (n. 1944)
- 2005 - Lucien Carr, giornalista statunitense (n. 1925)
- 2005 - Glauco Gilardoni, calciatore italiano (n. 1940)
- 2005 - Karen Lancaume, attrice pornografica francese (n. 1973)
- 2005 - Paul A. Partain, attore statunitense (n. 1946)
- 2005 - Emo Roffi, allenatore di calcio e calciatore italiano (n. 1922)
- 2005 - Jacques Villeret, attore francese (n. 1951)
- 2006 - Jockel Finck, fotografo e fotoreporter tedesco (n. 1962)
- 2006 - Yitzhak Kaduri, rabbino e mistico israeliano
- 2006 - Henry McGee, attore, comico e personaggio televisivo britannico (n. 1928)
- 2006 - Sauli Rytky, fondista finlandese (n. 1918)
- 2007 - Uber Bacilieri, pugile italiano (n. 1923)
- 2007 - Carlo Clerici, ciclista su strada svizzero (n. 1929)
- 2007 - Beatrice Hsu, attrice taiwanese (n. 1978)
- 2007 - Philippe Lacoue-Labarthe, filosofo francese (n. 1940)
- 2007 - Teala Loring, attrice statunitense (n. 1922)
- 2007 - Elena Romanova, mezzofondista russa (n. 1963)
- 2007 - Karel Svoboda, compositore ceco (n. 1938)
- 2007 - Emma Tillman, supercentenaria statunitense (n. 1892)
- 2007 - Yang Chuan-Kwang, multiplista taiwanese (n. 1933)
- 2008 - Guido Alberini, politico italiano (n. 1938)
- 2008 - Ivone Chinello, partigiano, politico e storico italiano (n. 1925)
- 2008 - Cristodulo, arcivescovo ortodosso greco (n. 1939)
- 2008 - Friedhelm Fischerkeller, ciclista su strada e pistard tedesco (n. 1935)
- 2008 - Giulio Nascimbeni, giornalista e scrittore italiano (n. 1923)
- 2008 - Eleuterio Santos, calciatore spagnolo (n. 1940)
- 2009 - Glenn Davis, ostacolista e velocista statunitense (n. 1934)
- 2009 - Oswald Karch, pilota automobilistico tedesco (n. 1917)
- 2009 - Georg Miske, sollevatore tedesco (n. 1928)
- 2009 - Billy Powell, musicista statunitense (n. 1952)
- 2009 - Gyula Pálóczi, lunghista ungherese (n. 1962)
- 2009 - Armando Ravaglioli, scrittore, critico d'arte e giornalista italiano (n. 1918)
- 2010 - Mohammad-Reza Ali-Zamani, attivista iraniano (n. 1972)
- 2010 - Dario Del Corno, grecista, traduttore e librettista italiano (n. 1933)
- 2011 - Hamida Barmaki, docente e attivista afghana (n. 1970)
- 2011 - Alberto Ciampaglia, politico italiano (n. 1921)
- 2011 - Gilberto Ferri, imprenditore italiano (n. 1920)
- 2011 - Margaret Price, soprano gallese (n. 1941)
- 2011 - Jan Somers, chitarrista olandese (n. 1964)
- 2011 - Gaspare De Fiore, architetto, pittore e fumettista italiano (n. 1926)
- 2012 - Giacomo Baracchi, dirigente sportivo e calciatore italiano (n. 1922)
- 2012 - Don Fullmer, pugile statunitense (n. 1939)
- 2012 - Jim Gray, informatico statunitense (n. 1944)
- 2012 - Ignazio Marcoccio, dirigente sportivo e politico italiano (n. 1913)
- 2013 - Alessandro Anselmi, architetto italiano (n. 1934)
- 2013 - Julio Aróstegui, storico spagnolo (n. 1939)
- 2013 - Jake Foster, pallanuotista australiano (n. 1931)
- 2013 - Bernard Horsfall, attore britannico (n. 1930)
- 2013 - John Karlin, psicologo sudafricano (n. 1918)
- 2013 - Gianni Mocchetti, cantautore, chitarrista e bassista italiano (n. 1947)
- 2013 - Ladislav Pavlovič, calciatore cecoslovacco (n. 1926)
- 2013 - Simeón Soler, calciatore spagnolo (n. 1932)
- 2013 - Ceija Stojka, scrittrice, pittrice e attivista austriaca (n. 1933)
- 2013 - Ary Ventura Vidal, allenatore di pallacanestro brasiliano (n. 1935)
- 2014 - José Luis Bilbao, calciatore spagnolo (n. 1921)
- 2014 - Gudō Wafu Nishijima, monaco buddhista e maestro zen giapponese (n. 1919)
- 2014 - Lucio Parenzan, cardiochirurgo italiano (n. 1924)
- 2014 - Blas Piñar, politico e scrittore spagnolo (n. 1918)
- 2014 - Renzo Zanazzi, ciclista su strada italiano (n. 1924)
- 2015 - Egon Adler, ciclista su strada tedesco (n. 1937)
- 2015 - Alberto Cardaccio, calciatore uruguaiano (n. 1949)
- 2015 - Jaswant Singh Rajput, hockeista su prato indiano (n. 1926)
- 2016 - Aleš Debeljak, poeta, critico letterario e sociologo sloveno (n. 1961)
- 2016 - Émile Destombes, vescovo cattolico e missionario francese (n. 1935)
- 2016 - Paul Kantner, chitarrista e cantante statunitense (n. 1941)
- 2016 - Luigi Poli, calciatore italiano (n. 1930)
- 2016 - Axel Schandorff, pistard danese (n. 1925)
- 2016 - Signe Toly Anderson, cantante statunitense (n. 1941)
- 2016 - Rudy Woods, cestista statunitense (n. 1959)
- 2017 - Renzo Canestrari, medico e psicologo italiano (n. 1924)
- 2017 - Cesare Di Bert, aviatore italiano (n. 1920)
- 2017 - Lubomír Doležel, critico letterario, filologo e slavista ceco (n. 1922)
- 2017 - Bharati Mukherjee, scrittrice statunitense (n. 1940)
- 2017 - Geoff Nicholls, tastierista e chitarrista britannico (n. 1948)
- 2017 - Salvatore Tatarella, politico italiano (n. 1947)
- 2018 - Nicolò Bozzo, generale italiano (n. 1934)
- 2018 - Tomasz Mackiewicz, alpinista polacco (n. 1975)
- 2018 - Ettore Peretti, politico italiano (n. 1958)
- 2018 - Gene Sharp, filosofo, politologo e saggista statunitense (n. 1928)
- 2019 - Jurrie Koolhof, calciatore e allenatore di calcio olandese (n. 1960)
- 2019 - Viviana Larice, attrice italiana (n. 1926)
- 2020 - Chris Doleman, giocatore di football americano statunitense (n. 1961)
- 2020 - Marj Dusay, attrice statunitense (n. 1936)
- 2020 - Othmar Mága, direttore d'orchestra tedesco (n. 1929)
- 2020 - Nicholas Parsons, attore, conduttore televisivo e conduttore radiofonico britannico (n. 1923)
- 2020 - Alessio Tasca, designer e ceramista italiano (n. 1929)
- 2020 - Dyanne Thorne, attrice e modella statunitense (n. 1936)
- 2020 - Giovanni Bruno Vicario, psicologo e scrittore italiano (n. 1932)
- 2021 - Chedly Ayari, politico, economista e banchiere tunisino (n. 1933)
- 2021 - Adrián Campos, dirigente sportivo e pilota automobilistico spagnolo (n. 1960)
- 2021 - Paul Crutzen, meteorologo e ingegnere olandese (n. 1933)
- 2021 - Yvon Douis, calciatore francese (n. 1935)
- 2021 - Roberto Fernando Frojuello, calciatore brasiliano (n. 1937)
- 2021 - Rafael Heredia, cestista messicano (n. 1937)
- 2021 - Vasilij Semënovič Lanovoj, attore sovietico (n. 1934)
- 2021 - Maureen Reilly, cestista australiana (n. 1941)
- 2021 - Cicely Tyson, attrice, modella e scrittrice statunitense (n. 1924)
- 2021 - Lewis Wolpert, biologo, ingegnere e saggista sudafricano (n. 1929)
- 2021 - Juan del Río Martín, arcivescovo cattolico spagnolo (n. 1947)
- 2022 - Corrado Alunni, terrorista italiano (n. 1947)
- 2022 - Cristina Annino, scrittrice, poetessa e pittrice italiana (n. 1941)
- 2022 - Paolo Gioli, pittore, fotografo e regista italiano (n. 1942)
- 2022 - Hanspeter Lanig, sciatore alpino e allenatore di sci alpino tedesco (n. 1935)
- 2022 - Guy Laporte, rugbista a 15, allenatore di rugby a 15 e dirigente sportivo francese (n. 1952)
- 2022 - Mel Mermelstein, scrittore cecoslovacco (n. 1926)
- 2023 - Odd Børre, cantante norvegese (n. 1939)
- 2023 - Enzo Cainero, dirigente sportivo e calciatore italiano (n. 1944)
- 2023 - Stefan Kjernholm, slittinista svedese (n. 1951)
- 2023 - Lisa Loring, attrice statunitense (n. 1958)
- 2023 - Kevin O'Neal, attore statunitense (n. 1945)
- 2023 - Diego Reggente, doppiatore e attore italiano (n. 1944)
- 2023 - Barrett Strong, cantautore e paroliere statunitense (n. 1941)
- 2023 - Carlo Tavecchio, dirigente sportivo e politico italiano (n. 1943)
- 2023 - Luigi Turolla, regista italiano (n. 1932)
- 2023 - Tom Verlaine, chitarrista, cantante e compositore statunitense (n. 1949)
- 2024 - Birger Larsen, calciatore danese (n. 1942)
- 2024 - Víctor Luna, calciatore colombiano (n. 1959)
- 2024 - Cicerone Manolache, allenatore di calcio e calciatore rumeno (n. 1936)
- 2024 - Manrico Marchetto, rugbista a 15 e architetto italiano (n. 1952)
- 2024 - Luis Tejada, calciatore panamense (n. 1982)
- 2025 - Miranda Cicognani, ginnasta italiana (n. 1936)
- 2025 - Marina Colasanti, scrittrice, pittrice e traduttrice italiana (n. 1937)
- 2025 - Leroy DeLeon, calciatore trinidadiano (n. 1948)
- 2025 - Arnaldo Gruarin, rugbista a 15 francese (n. 1938)
- 2025 - Galina Minaičeva, ginnasta sovietica (n. 1929)
- 2025 - Richard Nelson, economista statunitense (n. 1930)
- 2025 - Mahmoud Saeed, scrittore e blogger iracheno (n. 1939)
- 2025 - Marcantonio Trevisani, ammiraglio italiano (n. 1948)
- 2025 - Jorge Luis Valdés, giocatore di baseball cubano (n. 1961)
- 2025 - Muhammad bin Fahd Al Sa'ud, principe, politico e imprenditore saudita (n. 1950)